# Ullibarri-Jauregi
Pour les articles homonymes, voir Ullibarri et Jauregi.
Ullibarri-Jauregi en espagnol ou Uribarri-Jauregi en basque est une commune ou une contrée appartenant à la municipalité de San Millán-Donemiliaga dans la province d'Alava, située dans la Communauté autonome basque en Espagne.